# Constant Permeke

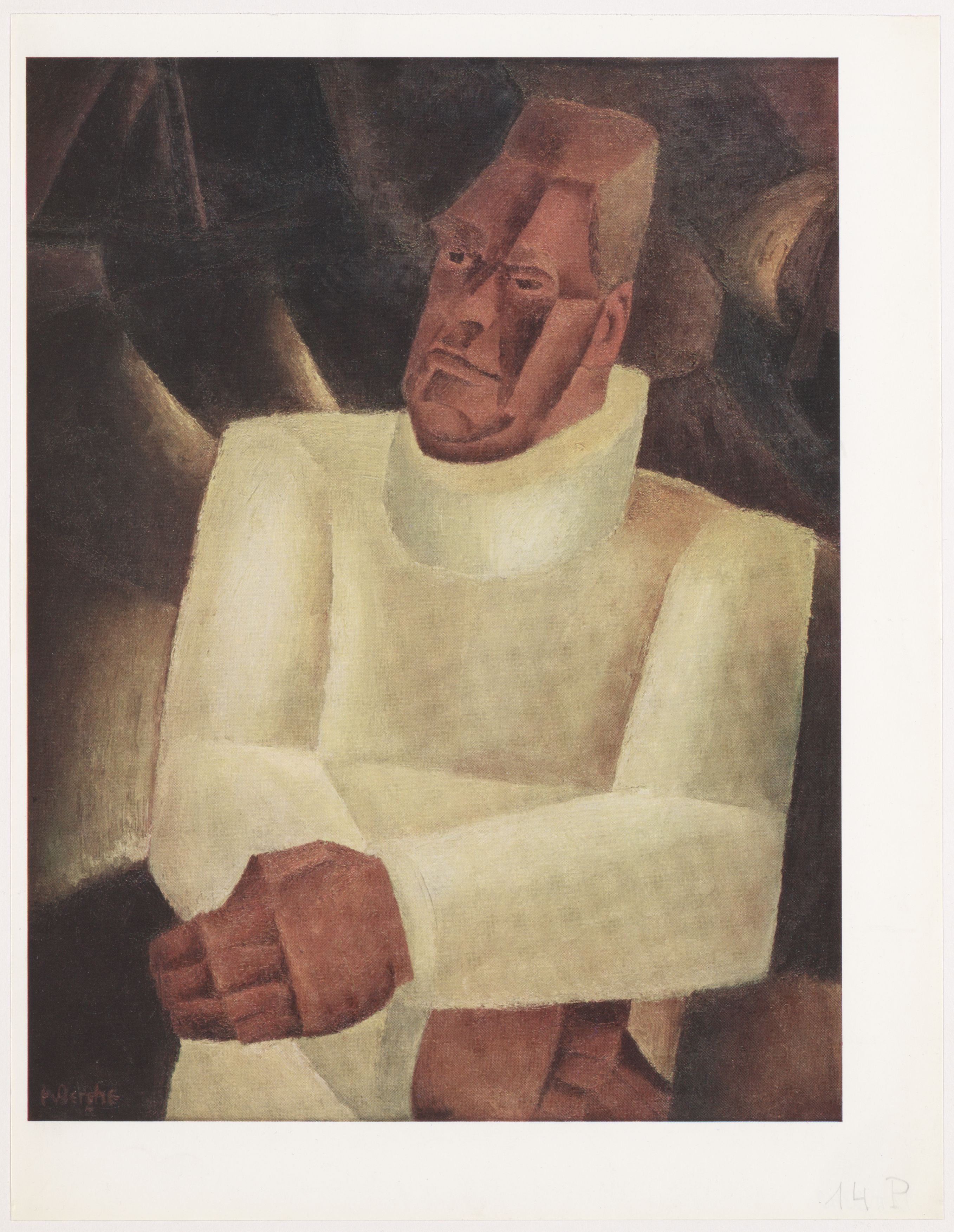
Frits Van den Berghe: Constant Permeke (1886–1952)

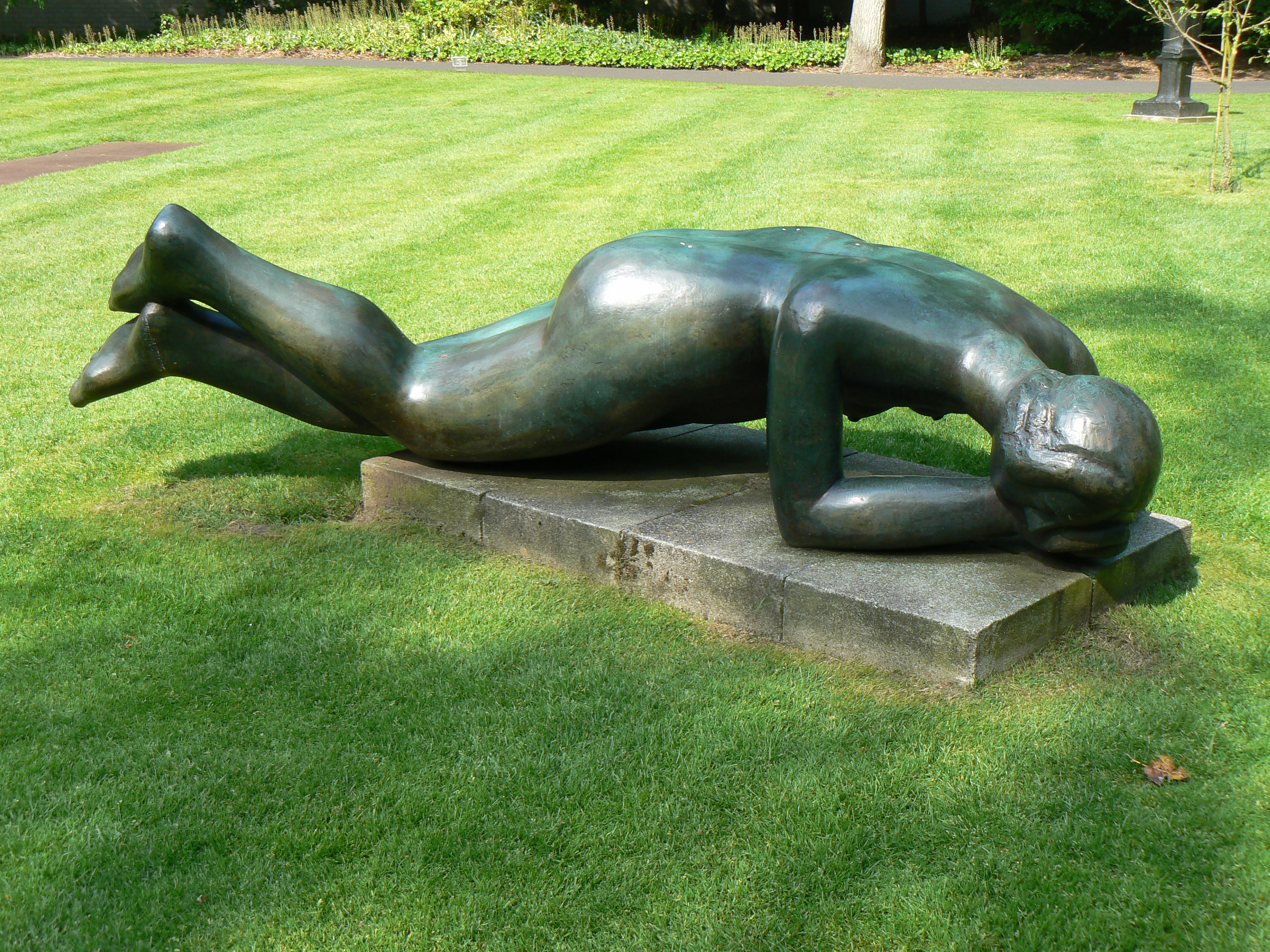
Niobe, Skulpturengarten Kröller-Müller Museum

Constant Permeke (* 31. Juli 1886 in Antwerpen; † 4. Januar 1952 in Ostende) war ein belgischer Maler, Zeichner und Bildhauer. Er gilt als einer der wichtigsten Vertreter des flämischen Expressionismus. Seine Arbeiten haben ihren Schwerpunkt in der Darstellung der Nordsee, der Region Flandern; sie zeigen häufig Fischer und Bauern. Charakteristisch in seinen Gemälden ist die Verwendung erdiger Farben. Permeke gehörte mit Gust(aaf) De Smet, Leon De Smet und Frits Van den Berghe zur Zweiten Künstlergruppe von Laethem.

## Leben

### Ausbildung

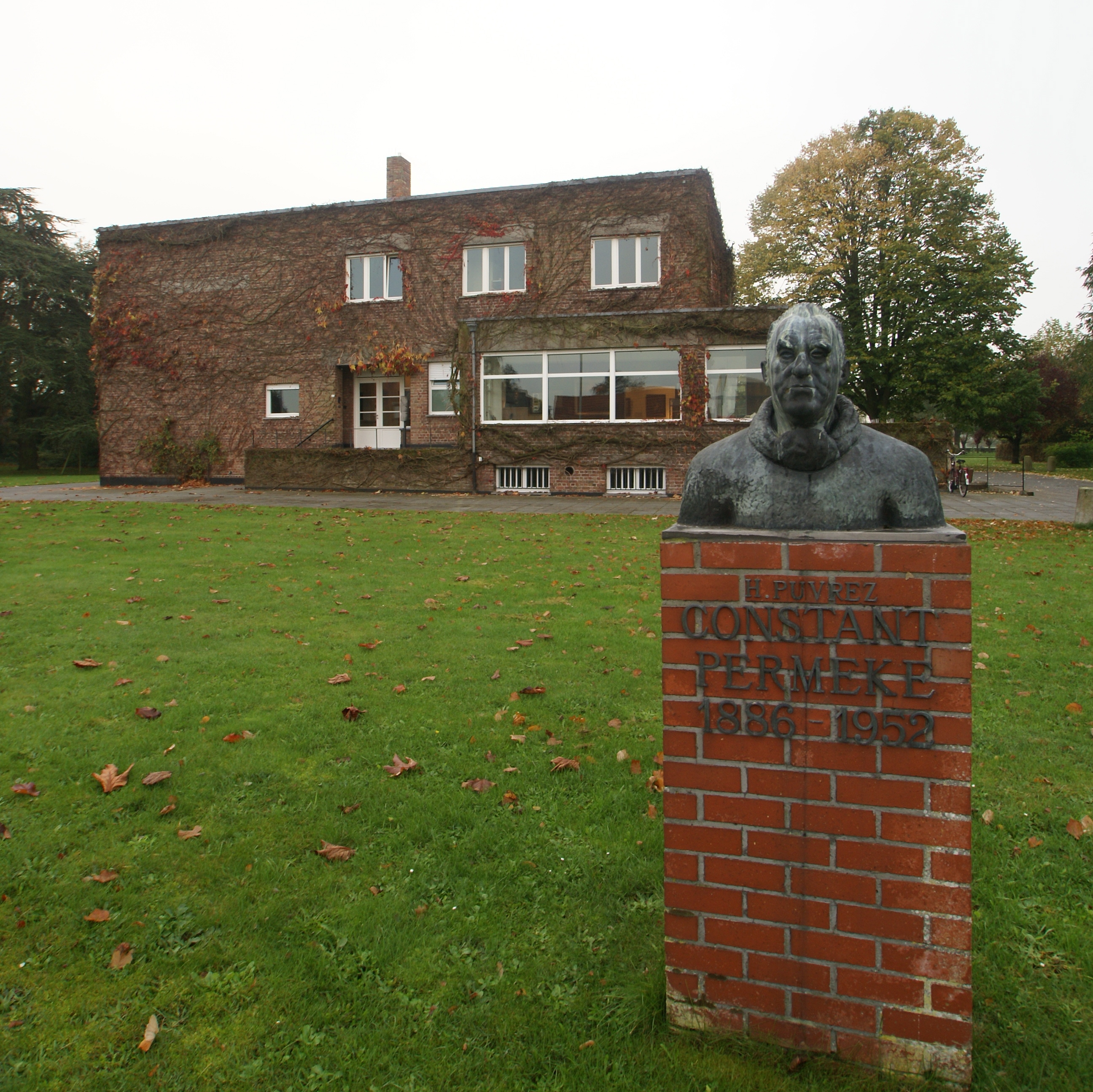
Das Constant-Permeke-Museum zu Jabbeke

Constant Permeke war der Sohn des Kunstmalers Henri Louis Permeke (* 1849 in Poperinge; † 1912 in Oostende). Die Familie ging 1891 in Antwerpen an Bord ihres Schiffs Artis Armor und erreichte 1892 Ostende, wo sie sich niederließ. Dort arbeitete sein Vater ab 1897 als erster Restaurator des Städtischen Kunstmuseums. Verschiedentlich wird er auch als Gründer des Museums genannt. Der Vater pflegte engen Kontakt mit dem Ostender Künstler James Ensor (1860–1949).
Von 1903 bis 1906 studierte Permeke an der Kunstakademie in Brügge. 1906 ging er nach Gent, um seinen Militärdienst abzuleisten. Er schrieb sich dort zudem an der Kunstakademie ein und studierte bei Jean Delvin (1853–1922). An der Akademie traf er Gust De Smet, den aus der Militärzeit kannte, wieder und lernte Leon De Smet und Frits Van den Berghe kennen. 1908 kehrte er nach Ostende zurück. Auch Gust De Smet ging nach Ostende; sie teilten zum Malen einen Raum in der Kaistraat.
1909 begegnete er in dem heute als „Künstlerdorf“ bekannten Sint-Martens-Latem dem Maler Albert Servaes, der als Vater des flämischen Expressionismus gilt. Seine Arbeiten beeindruckten ihn tief. Permeke gehörte dort zur zweiten frühexpressionistischen Gruppe der Schule von Sint-Martens-Latem. In Sint-Martens-Latem lernte er auch seine spätere Frau Maria Delaere, sein „Marietje“, kennen. Sie stammte aus Poperinge, dem Geburtsort seines Vaters. Er blieb bis 1912 in Sint-Martens-Latem, dann kehrte er nach Ostende zurück, wo er zum Kreis um James Ensor und Leon Spilliaert gehörte.

### 1912 bis 1940

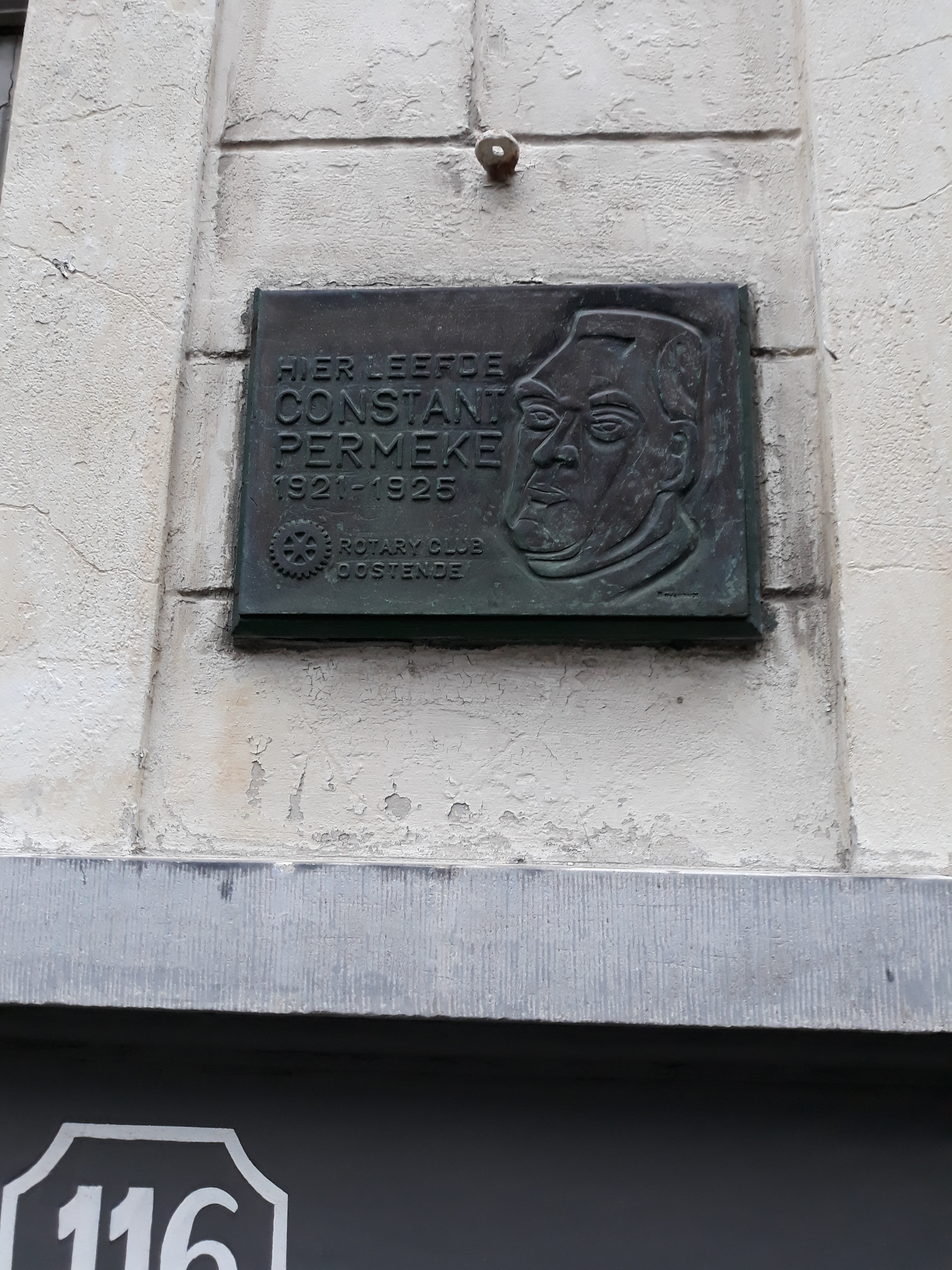
Gedenktafel für Constant Permeke in Oostende, Langestraat 116 (Wohnung von 1921 bis 1925)

Am 27. Juni 1912 heiratete er „Marietje“. Das Paar lebte im Ostender Viertel des Leuchtturms, dem „Vuurtorenwijk“, inmitten hart arbeitender Fischerfamilien. Nach Beginn des Ersten Weltkriegs wurde er zum Militär eingezogen und bei der Verteidigung Antwerpens eingesetzt. Bei einer Schlacht bei Duffel wurde er schwer verwundet. Er wurde nach Großbritannien gebracht und in einem Krankenhaus in South Hillwood (Kent) gepflegt. 1916 ließ er sich in Chardstock (Devonshire) nieder. Obwohl er noch an seinen Verletzungen laborierte, begann er wieder zu malen.
Nach seiner Genesung lebte er mit seiner Frau und seiner Mutter in Folkestone, wo sein erster Sohn John geboren wurde. Im April 1919 kehrte die Familie mit den inzwischen drei Kindern John, Paul und Thérèse nach Ostende in ihr Haus nahe dem Leuchtturm zurück. Ausstellungen in der Brüsseler Galerien „Sélection“ und „Le Centaure“ sowie in Antwerpen bedeuteten den endgültigen Durchbruch für den flämischen Expressionismus und Permeke. Ab 1926 verbrachte er die Sommermonate in dem kleinen Ort Jabbeke zwischen Ostende und Brügge. Der Architekt Pierre Vandevoort entwarf ihm das Haus „De Vier Winden“ (Die vier Winde), das er 1930 bezog. Internationalen Ruhm bekam er durch seine Teilnahme an der Biennale in Venedig im Jahr 1934. Ab 1937 arbeitete er auch als Bildhauer.

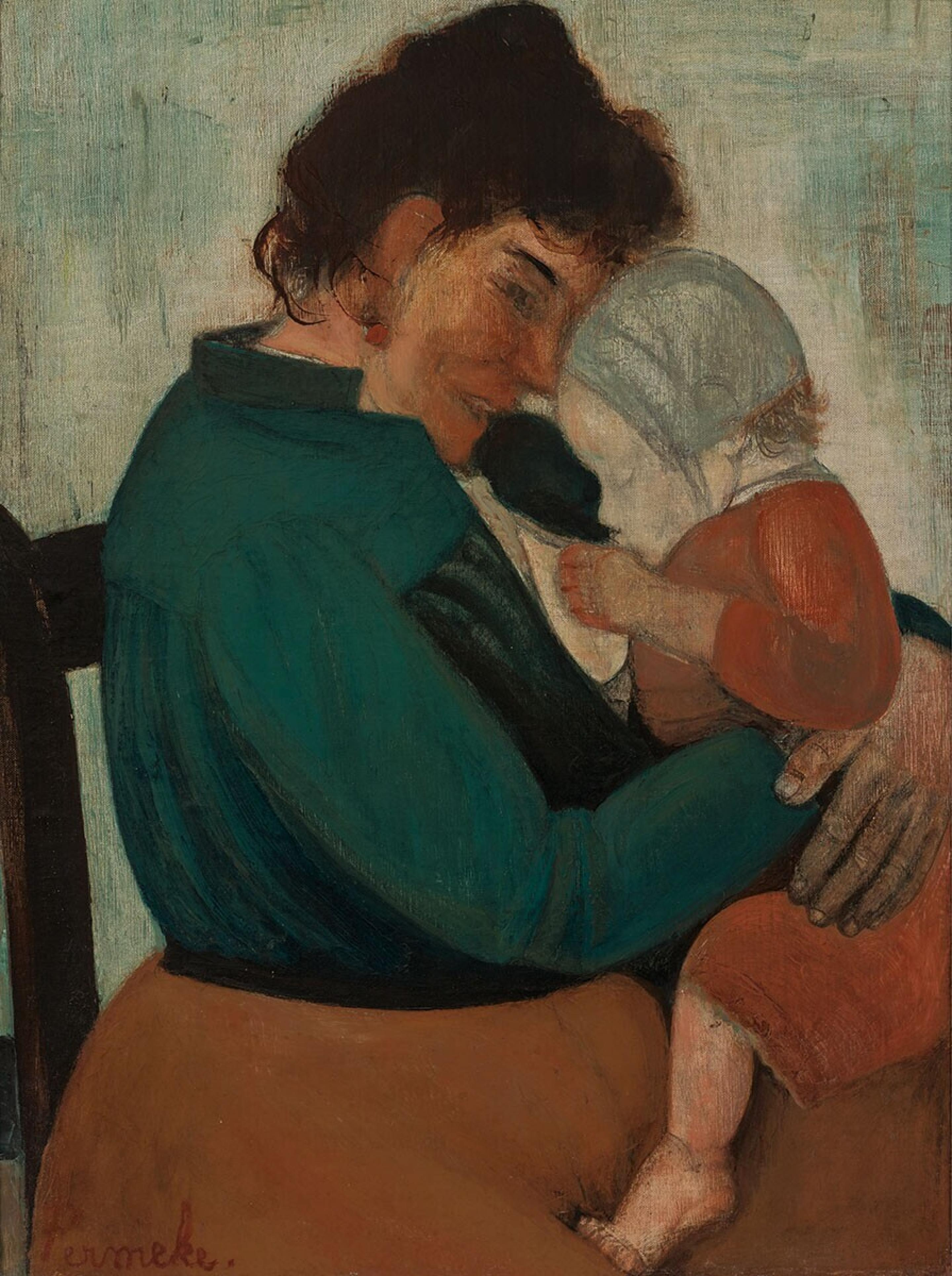
Mutterschaft (Frau aus Ostende) (1913)
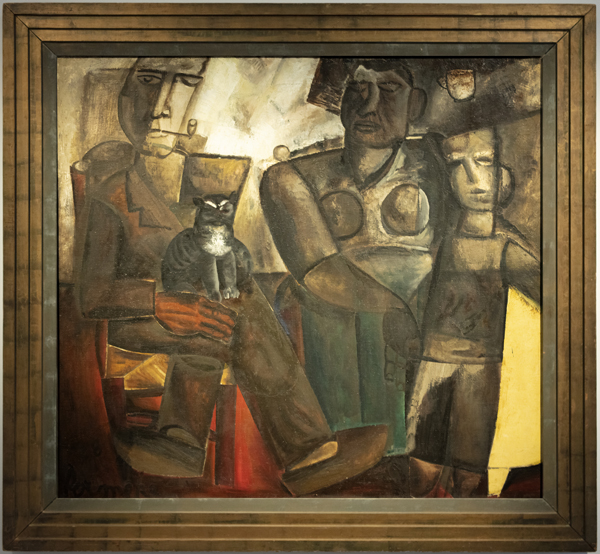
Bauernfamilie mit Katze (1928)
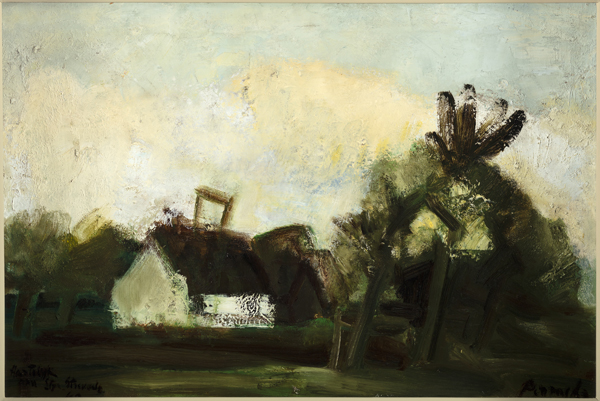
Landschaft mit Windmühle in Tiegem
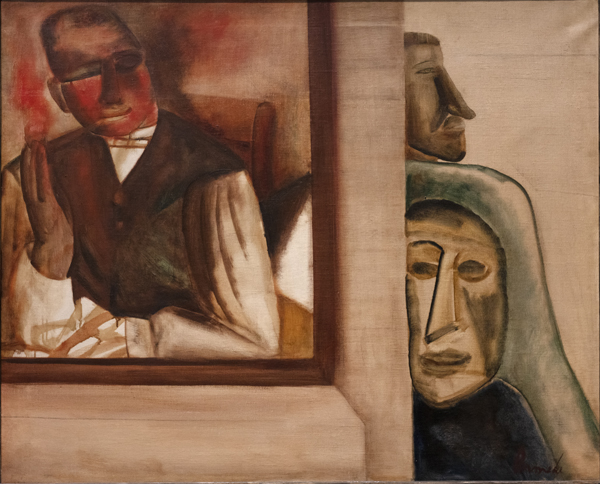
Der Raucher (c. 1927)
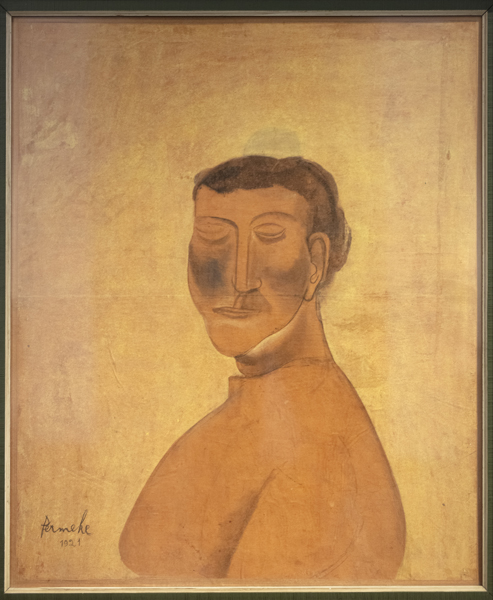
Fischers Frau (1921)
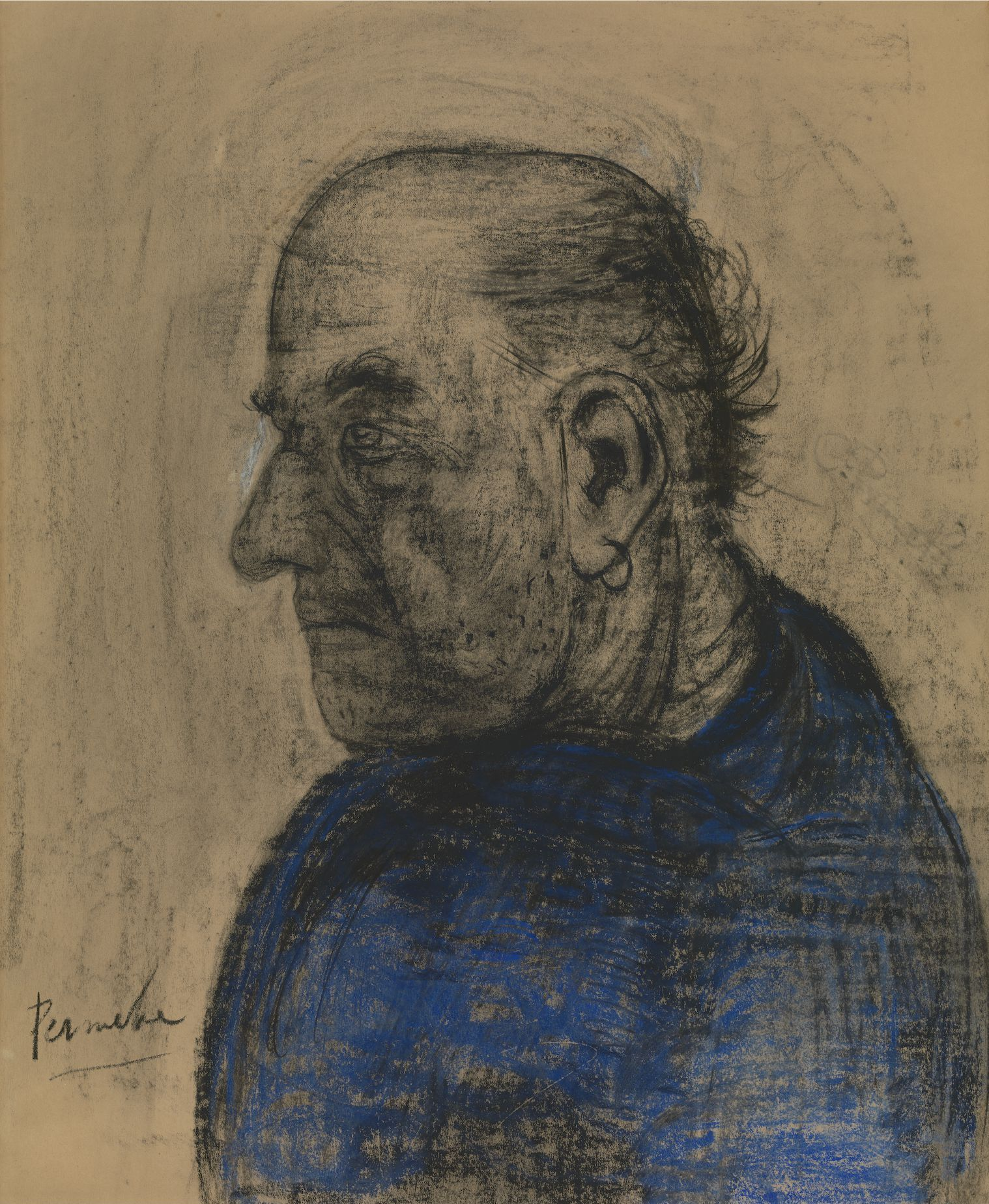
Fischer aus Ostende
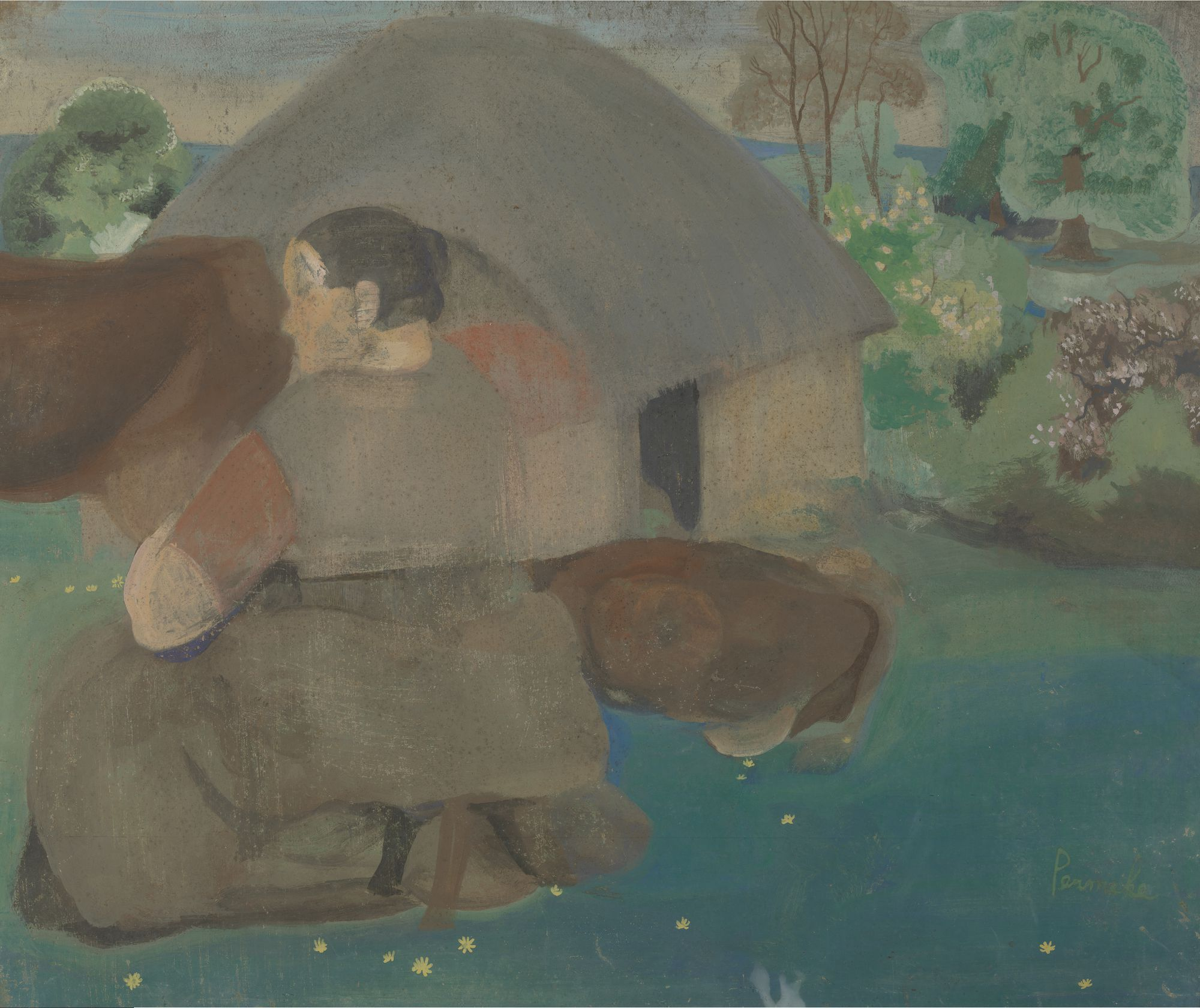
Ode an Flandern
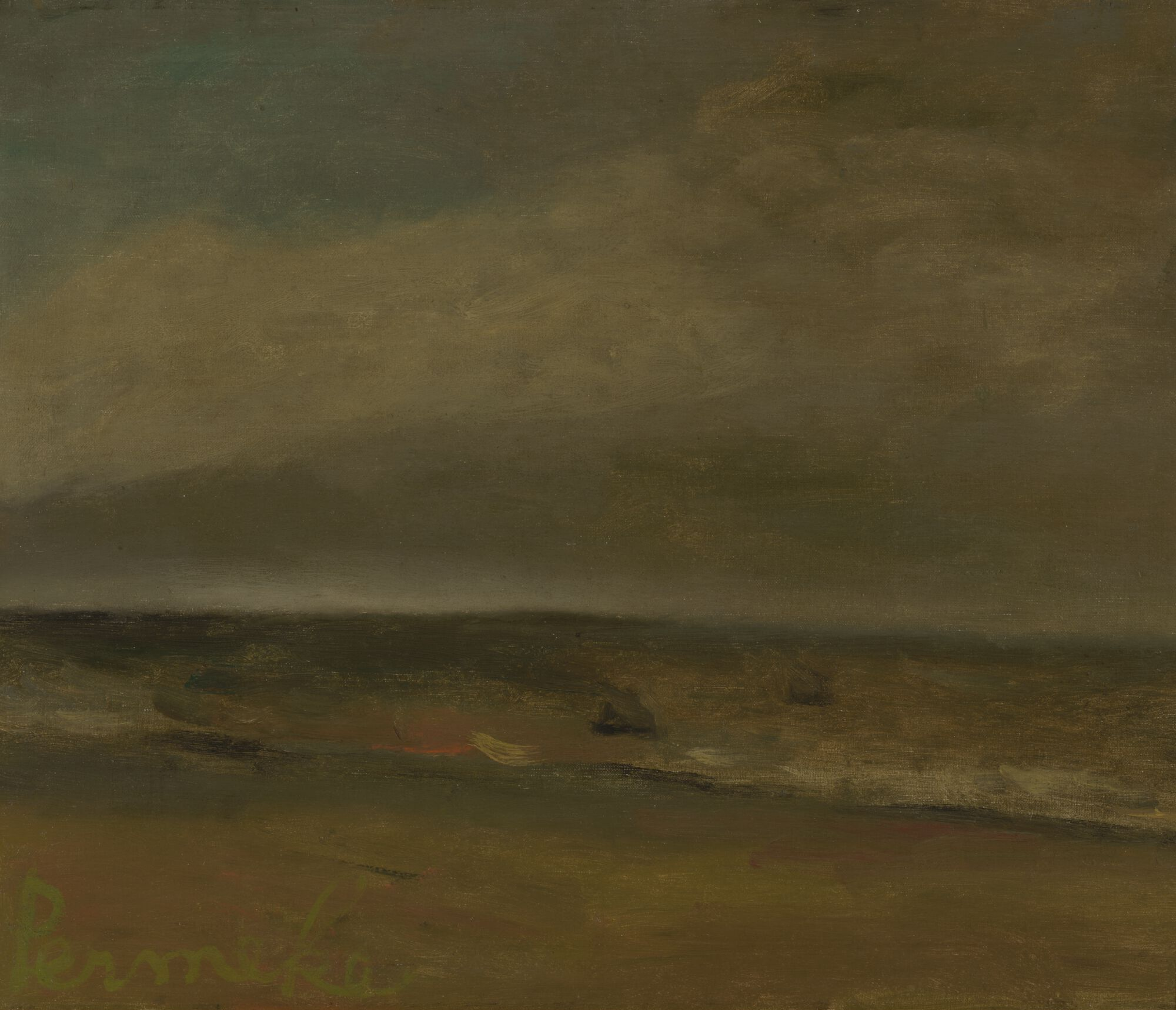
Meereslandschaft

### 1940 bis 1952
Die Jahre 1940 bis 1944 während des Zweiten Weltkriegs brachten auch für Permeke in menschlicher und künstlerischer Hinsicht eine Tragödie. Unter deutscher Besatzung wurde ihm das Malen verboten; der flämische Expressionismus wurde als „entartet“ verfemt. Sein Sohn Paul geriet in Gefangenschaft; nach anderen Darstellungen wurde er von den Deutschen verschleppt. Verbittert zog Permeke nach Brüssel.
Nach Kriegsende wurde er im Dezember 1945 zum Direktor eines Nationalen Höheren Instituts der Königlichen Akademie in Antwerpen ernannt, Permeke gewann seinen Lebensmut zurück. Das Direktorenamt übte er ein Jahr lang aus. 1950 erhielt Permeke zusammen mit Max Beckmann auf der 25. Biennale in Venedig den Graf-Volpi-Preis; es war zum ersten Mal in seinem Leben, dass er eine Auszeichnung annahm.
Den Höhepunkt seiner künstlerischen Karriere erreichte Permeke mit einer Retrospektive 1947 bis 1948 in Paris. Sie wurde überschattet vom Tod seiner Frau am 3. Mai 1948. Seine Gesundheit litt zunehmend; seine Tochter Thérèse versorgte ihn. In der Hoffnung auf Genesung reiste er 1951 noch für zehn Tage in die Bretagne, doch ab November 1951 war er bettlägerig. Er starb am 4. Januar 1952 in Ostende und wurde vier Tage später neben seiner Frau beigesetzt.

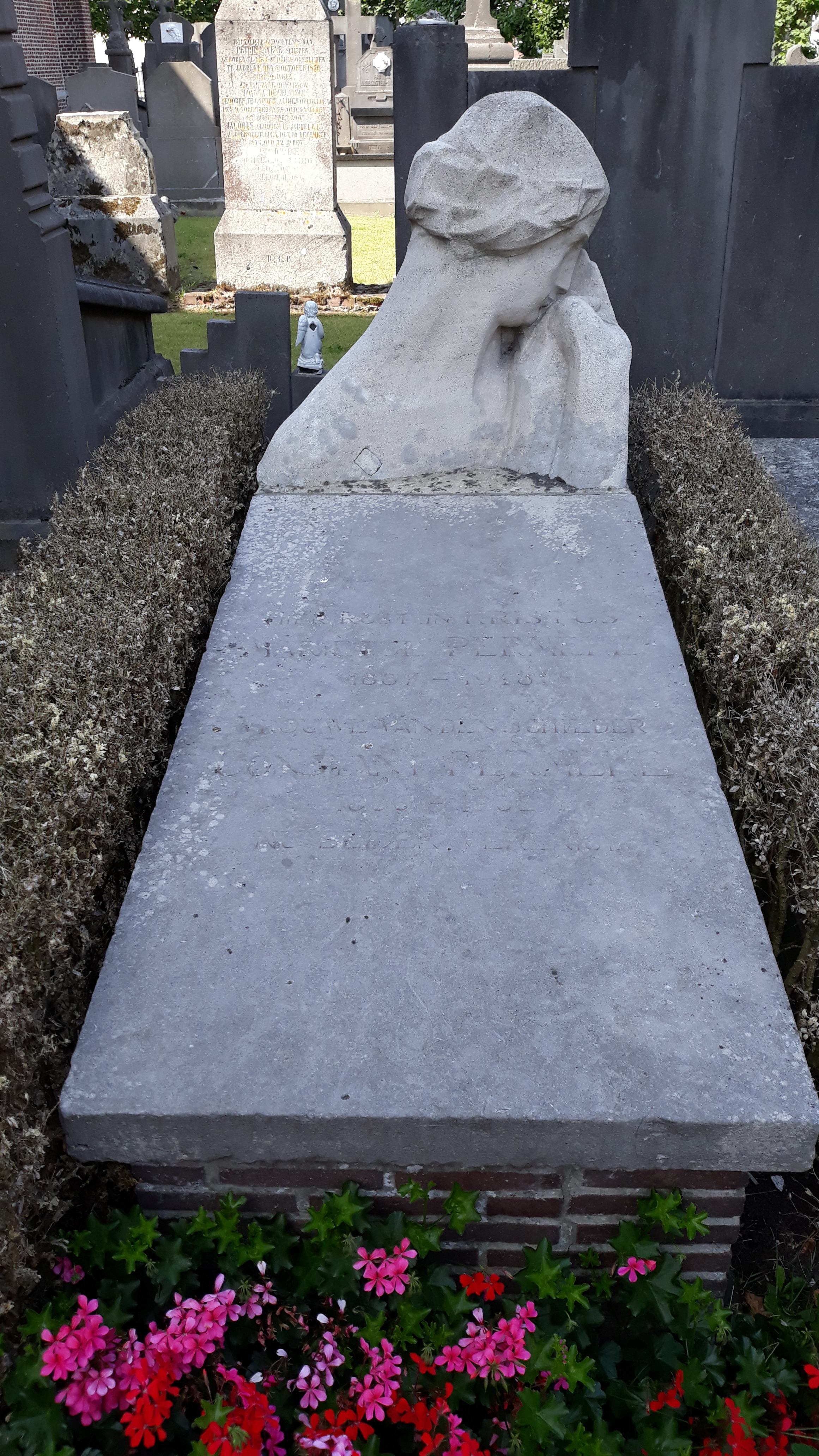
Das Grab von Constant Permeke und seiner Ehefrau Maria („Marietje“) auf dem Friedhof an der Kirche von Jabbeke mit Grabskulptur von George Minne

## Nachwirkung
Zum 100. Geburtstag Permekes wurde 1986 das Ostender Kunstmuseum PMMK mit einer umfangreichen Retrospektive der Werke Permekes eröffnet. Seine Arbeiten sind in privaten Sammlungen und in zahlreichen Museen vertreten, etwa in den Königlichen Museen der Schönen Künste in Brüssel, im PMMK in Ostende sowie in Museen in Grenoble, Paris und Prag.
Im Jahr 1964 wurden Arbeiten von ihm auf der documenta III in Kassel in der Abteilung Handzeichnungen gezeigt.
1997 würdigte die Belgische Nationalbank die Bedeutung Permekes mit der Abbildung seines Porträts auf dem damaligen Tausend-Franc-Schein, der bis 2001 in Umlauf war.
Seine Werke erzielen heute auf Auktionen beachtliche Preise. So wechselte im Jahr 2003 bei einer Versteigerung von Sotheby’s in Amsterdam sein in düsteren Farben gehaltenes Ölgemälde Ruderer auf der Schelde aus dem Jahr 1921 für 265.000 Euro, das Zehnfache der Taxe, den Besitzer.
Sein Haus mit Atelier in Jabbeke wurde 1959 zum Museum (PMCP – Provinciaal Museum Constant Permeke) umgestaltet. Die Sammlung umfasst mehr als 150 Arbeiten Permekes, darunter 80 Gemälde. Ausgestellt sind auch Bilder seines Vaters Henri-Louis Permeke, seines Schwiegersohns Pierre Devos (1917–1972) und seiner Freunde Frits Van den Berghe, Oscar Jespers (1887–1970) und Henri Puvrez.